# 埼玉県立精神医療センター
埼玉県立精神医療センター（さいたまけんりつせいしんいりょうセンター）とは、埼玉県北足立郡伊奈町にある医療機関。埼玉県立の病院として設立され、2021年4月に「地方独立行政法人埼玉県立病院機構」による運営に移行した。県内に4カ所ある疾患別の精神科医療センターの一つ。埼玉県立がんセンターに隣接する。

## 沿革
- 1990年4月10日 - 埼玉県立精神保健総合センターとして開設。
- 1991年 - 日本病院建築協会から第1回病院建築賞を受賞。
- 1997年 - 上尾中央総合病院と「リエゾン協定」を締結。

## 診療科
- 精神科
- 内科
- 小児科
- 外科
- 歯科

## 医療機関の指定等
- 保険医療機関
- 障害者の日常生活及び社会生活を総合的に支援するための法律に基づく指定自立支援医療機関（精神通院医療）
- 精神保健及び精神障害者福祉に関する法律に基づく指定病院・応急入院指定病院
- 心神喪失等の状態で重大な他害行為を行った者の医療及び観察等に関する法律に基づく指定入院医療機関
- 精神保健指定医の配置されている医療機関
- 生活保護法指定医療機関
- 結核指定医療機関
- 依存症専門医療機関

## 交通アクセス
- 埼玉新都市交通伊奈線丸山駅より徒歩8分
- JR東日本高崎線上尾駅より朝日バスがんセンター行で終点下車、徒歩5分。または伊奈役場行でがんセンター北口下車、徒歩5分
- JR東日本高崎線上尾駅・東北本線（宇都宮線）蓮田駅よりけんちゃんバスガンセンター経由路線でガンセンター下車、徒歩5分

## 不祥事
2015年11月17日、精神医療センターに勤務する30代の男性技師が、入院患者だった18歳未満の少女と性的な関係を持ったとして懲戒免職処分になっていたことが分かった。男性技師は少女と複数回にわたり性的な関係を持ち、少女らからの相談で発覚した。同センターの病院長ら当時の上司5人も訓告処分となった。